# Castillo de Gayanes
El castillo de Gayanes es un castillo situado en el término municipal de Gayanes, comarca de El Comtat (Alicante), Comunidad Valenciana, en la parte sur de la sierra de Benicadell, a 2 km del núcleo urbano. Localmente también es conocido como el Castellet.

## Historia
Los restos cerámicos encontrado en el lugar, dan al castillo una cronología cristiana de entre los siglos XIII y XIV. Esencialmente, se cree que el castillo fue un punto de apoyo, durante un corto período, del poder señorial de un pequeño asentamiento cercano. Las pruebas de que la construcción nunca fue acabada y otras razones, demuestran esta hipótesis. 
Otro motivo de su construcción fue la vigilancia de la cercana cuenca del río Serpis, que comunica la comarca de El Comtat con la de la Safor.

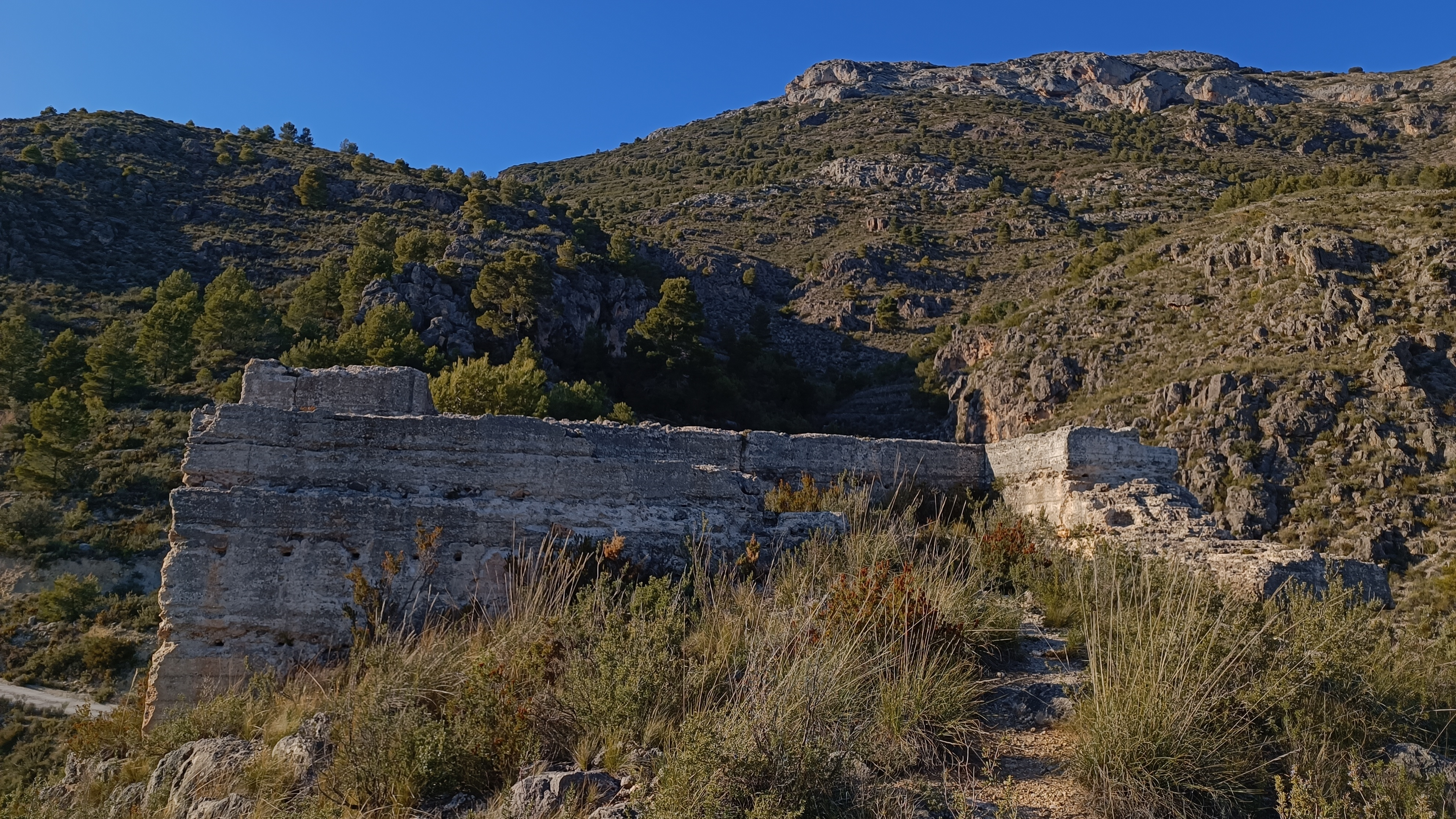
Ruinas del castillo de Gayanes

El castillo, situado a 560 m. de altitud, es una construcción de planta rectangular, de 13 x 8 m., ubicada encima de una plataforma bastida con tapial de albañilería. Los muros, de una gran consistencia, tienen 1,96 m de grosor y una altura de 0,84 m. Existe un vacío en el muro que está sin construir, en esta zona estaría situado el acceso principal al interior del castillo. Su estado es de ruina y corre peligro de desaparición si no se actúa sobre él para asegurar su conservación.